# Lukas Oslander
Lukas Oslander   (Nuremberg, 16 de desembre de 1534 - Stuttgart, 17 de setembre de 1604) fou un compositor alemany.
Fou pastor protestant a Adelberg i el seu nom és principalment conegut per haver sigut el primer que tingué la idea de col·locar la melodia del cor en la part superior (soprano).
Deixà una interessant col·lecció de 50 Geistliche Lieder und Psalmen mit vier Stimmen auf Kontrapunktische Weise (1586).